# 免疫応答
免疫応答（めんえきおうとう、英: immune response）は免疫反応とも呼ばれ、外来の侵入者から身を守る目的で、生体内で起こる反応である。これらの侵入者には、ウイルス、細菌、寄生虫、真菌などの多種多様な微生物が含まれ、体内から排除されないと宿主生物の健康に深刻な問題を引き起こす可能性がある。免疫応答には、病原体から身を守るために協働する自然免疫応答と適応免疫応答(獲得免疫応答とも)の2つの異なる側面がある。
自然免疫応答とは、侵入者に対する体の最初の反応で、どのような種類の病原体に対しても非特異的かつ迅速に反応することが知られている。自然免疫応答の構成要素には、皮膚や粘膜などの物理的な障壁、好中球、マクロファージ、単球などの免疫細胞、サイトカインや補体などの可溶性因子などがある。
適応免疫応答は、特定の抗原に対する身体の免疫応答であり、そのため、関与する成分を活性化するのに時間がかかる。適応免疫応答には、樹状細胞、T細胞、B細胞などの細胞のほか、抗原と直接相互作用する抗体（免疫グロブリンとして知られている）が含まれており、侵入者に対する強力な反応には非常に重要な要素となる。
生物が特定の抗原と最初に接触すると、病原体から身を守る活性化細胞であるエフェクターT細胞とB細胞が産生される。これらのエフェクター細胞が初めての暴露の結果として産生されることを一次免疫応答と呼ぶ。メモリーT細胞やメモリーB細胞もまた、同じ病原体が再び生体内に侵入した場合に産生される。もし生物が同じ病原体に再曝露された場合、二次免疫応答が起こり、最初の曝露からのメモリー細胞のおかげで、免疫系は迅速かつ強力に反応することができるようになる。ワクチンは、一次免疫応答を引き起こすために、弱体化、死滅、または断片化した微生物を導入する。これは、実際の病原体への暴露が起こった場合に、体が二次免疫応答に頼って迅速に病原体から身を守ることができるようにするためである。

## 自然的

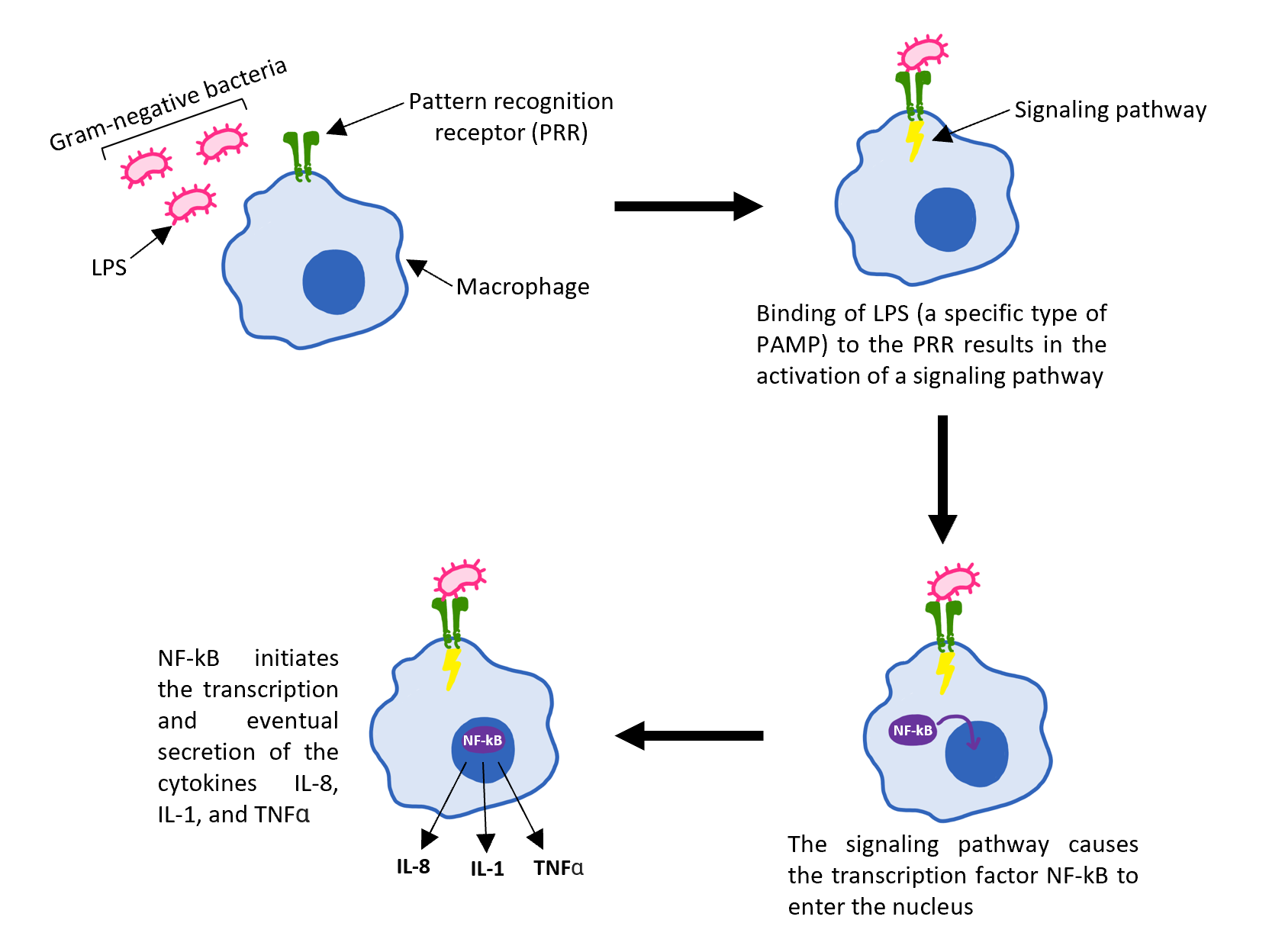
グラム陰性菌の侵入に対する自然免疫応答

自然免疫応答（英: innate immune response）は、外来の侵入者に対する生物の最初の反応である。この免疫応答は、多くの異なる種に渡って進化的に保存されており、すべての多細胞生物は自然免疫応答の何らかのバリエーションを持っている。自然免疫系は、皮膚や粘膜などの物理的な障壁、好中球、マクロファージ、単球などのさまざまな細胞型、サイトカインや補体などの可溶性因子で構成されている。適応免疫応答とは対照的に、自然免疫応答は、特定の外来侵入者に特異的ではなく、その結果、病原体を体から排除するために迅速に働く。
病原体は、パターン認識受容体（PRR）を介して認識および検出される。これらの受容体は、マクロファージの表面にある構造であり、外来の侵入者と結合し、免疫細胞内で細胞シグナル伝達を開始することができる。具体的には、PRRは、病原体の不可欠な構造的構成要素である病原体関連分子パターン（PAMP）を識別する。PAMPの例としては、ペプチドグリカン細胞壁やリポ多糖（LPS）などがあり、これらはいずれも細菌の必須成分であり、多くの異なる細菌種に渡って進化的に保存されている。
異質な病原体が物理的障壁を迂回して生物に侵入すると、マクロファージ上のPRRは特定のPAMPを認識して結合する。この結合により、シグナル伝達経路が活性化され、転写因子NF-κBがマクロファージの核に入り、IL-8、IL-1、およびTNFαのようなさまざまなサイトカインの転写と最終的な分泌が開始される。これらのサイトカインの放出は、血管から感染組織への好中球の侵入に必要である。好中球がマクロファージと同様に組織に入ると、好中球は貪食して病原体や微生物を殺すことができる。
自然免疫システムのもう一つの構成要素である補体は、異なる方法で活性化される3つの経路から構成されている。古典的な経路は、IgGまたはIgMが病原体細胞膜または抗原結合抗体のいずれかで標的抗原に結合したときに活性化される。代替経路は、ウイルス、真菌、細菌、寄生虫などの異物表面によって活性化され、C3のティックオーバー(tickover)による自己活性化が可能である。レクチン経路は、マンノース結合レクチン（MBL）またはフィコリン（別名、特異的パターン認識受容体）が、酵母、細菌、寄生虫、ウイルスなどの侵入微生物の表面上の病原体関連分子パターンに結合するときに活性化される。3つの経路のそれぞれは、1つの経路が機能しなくなったり、外来の侵入者がこれらの経路のいずれかを回避できた場合でも、補体が機能することを保証する。経路の活性化はそれぞれ異なっているが、補体系の全体的な役割は、病原体をオプソニン化し、感染と闘うために役立つ一連の炎症反応を誘発することである。

## 適応的

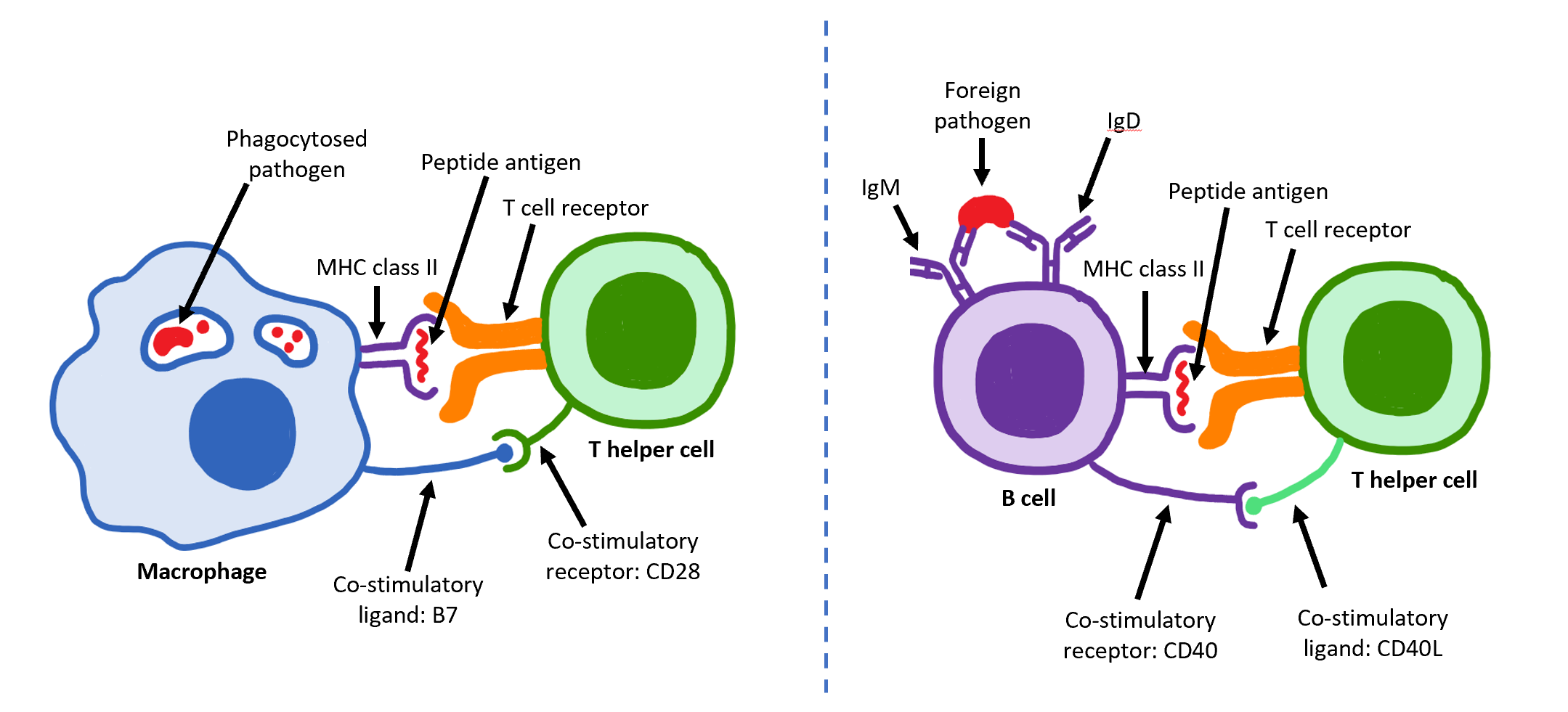
共刺激リガンド/受容体結合に伴うMHCペプチドの提示

適応免疫応答（英: adaptive immune response）は、身体の第二の防衛線である。適応免疫系の細胞は非常に特異的である。なぜなら、B細胞とT細胞は初期の発達段階で、特定の抗原のみに特異的な抗原受容体を発達させるからである。これは、B細胞とT細胞の活性化にとって極めて重要なことである。B細胞およびT細胞は非常に危険な細胞であり、厳密な活性化プロセスを経ずに攻撃することができれば、欠陥のあるB細胞またはT細胞は宿主自身の健康な細胞を駆除し始める可能性がある。ナイーブヘルパーT細胞の活性化は、抗原提示細胞（APC）が細胞表面のMHCクラスII分子を介して外来抗原を提示するときに起こる。これらのAPCは、MHCクラスIIだけでなく、ヘルパーT細胞上の共刺激受容体によって認識される共刺激リガンドを特別に備えている樹状細胞、B細胞、およびマクロファージが含まれる。共刺激分子がなければ、適応免疫応答は非効率的であり、T細胞はアレルギー性になる。いくつかのT細胞サブグループは、プロフェッショナルなAPCによって活性化することができ、各T細胞はそれぞれの固有の微生物病原体に対処するために特別に装備されている。活性化されたT細胞のタイプと生成される応答のタイプは、APCが最初に抗原に遭遇した状況に部分的に依存する。ヘルパーT細胞が活性化されると、リンパ節内のナイーブB細胞を活性化することができる。しかし、B細胞の活性化は2段階のプロセスである。まず、特定のB細胞に特異的なIgM抗体とIgD抗体であるB細胞受容体は、抗原に結合しなければならず、その結果、抗原がB細胞のMHCクラスII分子上に提示されるように内部処理が行われる。これが起こると、MHCに結合した抗原を識別できるTヘルパー細胞がその共刺激分子と相互作用し、B細胞を活性化する。その結果、B細胞は形質細胞となり、侵入者に対してオプソニンとして作用する抗体を分泌するようになる。
適応免疫応答の特異性は、すべてのB細胞とT細胞が異なるという事実によるものである。このようにして、あらゆる種類の侵略者を認識し、攻撃する準備ができている細胞の多様な共同体が存在している。しかし、そのトレードオフは、適応免疫応答は、その細胞が非常に特異的であり、実際に活動する前に活性化が必要であるため、体の自然免疫応答よりもはるかに遅いということである。特異性に加えて、適応免疫応答は免疫学的記憶としても知られている。抗原に遭遇した後、免疫系はメモリーT細胞やメモリーB細胞を産生し、これによって生物が再び同じ抗原に遭遇した場合に、より迅速で強固な免疫応答が可能になる。